# Chiesa di Santa Maria Assunta (Resia)
La chiesa di Santa Maria Assunta è la parrocchiale di Prato di Resia, frazione-capoluogo del comune sparso di Resia, in provincia ed arcidiocesi di Udine; fa parte della forania della Montagna.

## Storia

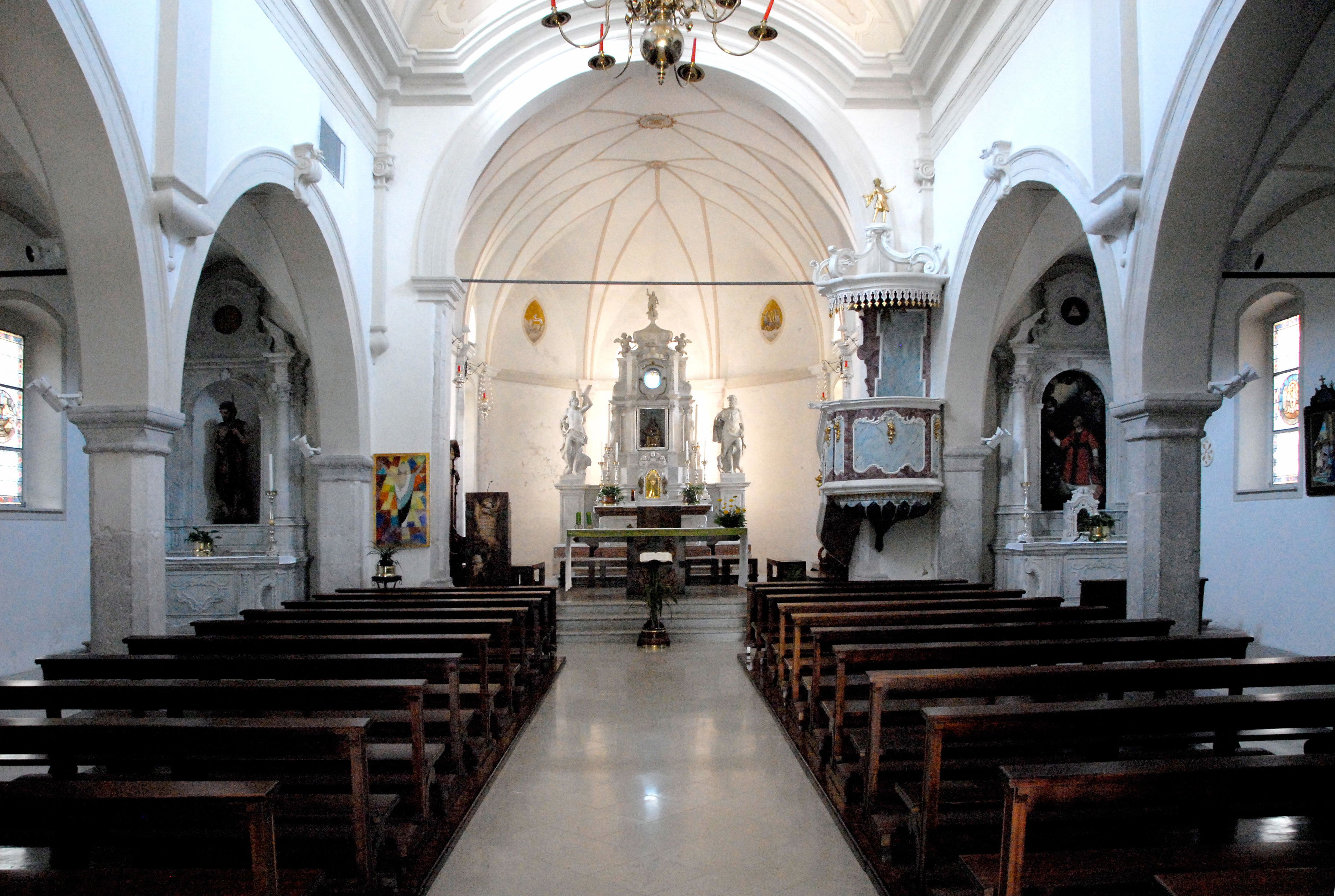
L'interno della pieve

La prima citazione della pieve di Prato di Resia risale al 1098 e il primitivo campanile fu edificato probabilmente nel XII secolo. Il 4 aprile 1693 si concedette la costruzione della nuova pieve, che venne portata a termine nel 1713. La chiesa fu consacrata il 24 giugno 1718. Tra il 1820 e il 1822 fu rialzato il campanile costruendo una nuova cella campanaria e la cuspide a forma di cipolla. Nel 1856 venne edificato il pronao e, nel 2007, l'edificio fu completamente restaurato.